# Мунии
Му́нии (лат. Lonchura) — род птиц из семейства вьюрковых ткачиков (Estrildidae).

## Внешний вид
Небольшие птицы с плотным телосложением, короткими клювами и длинными хвостами. Длина тела 10-12 см. Окраска оперения представляет собой комбинацию из коричневых и чёрно-белых цветов. Самцы и самки окрашены одинаково, молодые — более тусклые.

## Распространение
Обитают по всей Южной Азии. Область распространения отдельных видов охватывает Новую Гвинею, Шри-Ланку, Индию, Мьянму, Таиланд, Суматру, Малайзию, Борнео, Тимор, Яву, Ломбок а также юго-восток Китая.

## Образ жизни
Населяют открытые пространства. Питаются, главным образом, семенами.

## Размножение
Гнездо представляет собой большую куполообразную конструкцию из травы. В кладке 4—10 белых яиц.

## Содержание
Все виды муний легко привыкают к неволе и живут в этих условиях долго до 18 лет и более.

## Классификация
В состав рода включают 28  видов:
- Lonchura atricapilla (Vieillot, 1807) — Восточная черноголовая муния
- Lonchura caniceps (Salvadori, 1876) — Сероголовая муния
- Lonchura castaneothorax (Gould, 1837) — Каштановогрудая амадина
- Lonchura ferruginosa (Sparrman, 1789) — Яванская муния
- Lonchura flaviprymna (Gould, 1845) — Жёлтая муния
- Lonchura forbesi (Sclater, 1879) — Полосатогрудая муния
- Lonchura fuscans (Cassin, 1852) — Коричневая амадина
- Lonchura grandis (Sharpe, 1882) — Большая муния
- Lonchura hunsteini (Finsch, 1886) — Серошейная муния
- Lonchura kelaarti (Jerdon, 1863) — Златопоясничная амадина
- Lonchura leucogastra (Blyth, 1846) — Белобрюхая амадина
- Lonchura leucogastroides (Moore, 1858) — Яванская амадина
- Lonchura maja (Linnaeus, 1766) — Белоголовая муния
- Lonchura malacca (Linnaeus, 1766) — Черноголовая муния
- Lonchura melaena (Sclater, 1880) — Толстоклювая амадина
- Lonchura molucca (Linnaeus, 1766) — Молуккская амадина
- Lonchura montana Junge, 1939 — Высокогорная муния
- Lonchura monticola (De Vis, 1897) — Альпийская муния
- Lonchura nevermanni Stresemann, 1934 — Желтогрудая муния
- Lonchura nigerrima (Rothschild & Hartert, 1899) — Траурная муния
- Lonchura pallida (Wallace, 1864) — Бледноголовая муния
- Lonchura punctulata (Linnaeus, 1758) — Чешуйчатогрудая амадина
- Lonchura quinticolor (Vieillot, 1807) — Пятицветная муния
- Lonchura spectabilis (Sclater, 1879) — Великолепная муния
- Lonchura striata (Linnaeus, 1766) — Острохвостая бронзовая амадина
- Lonchura stygia Stresemann, 1934 — Чёрная муния
- Lonchura teerinki Rand, 1940 — Черногрудая муния
- Lonchura vana (Hartert, 1930) — Белолицая муния